# Passaporto egiziano
Il passaporto egiziano è un documento di riconoscimento, rilasciato ai cittadini egiziani, necessario per effettuare viaggi all'estero.

## Requisiti di emissione
Viene rilasciato ai cittadini per la durata di 7 anni e l'emissione richiede la carta d'identità per i maggiori di 16 anni o del certificato di nascita per i minori di quest'ultima età. Per coloro che fanno domanda utilizzando il certificato di nascita egiziano biometrico o la carta d'identità nazionale scaduta, i nuovi passaporti sono validi solo per un anno.  Oltre ai documenti di identità, i richiedenti devono fornire 4 foto recenti di dimensioni 4x6 cm. 

## Potere del passaporto
A partire dal 2024 il passaporto egiziano è il numero 73 nella classifica mondiale dei passaporti condividendo questo posto con la Algeria e la Guinea Equatoriale. Consente agli egiziani di visitare 18 paesi senza visto e 44 paesi rilasciano visti all'arrivo ai titolari del passaporto egiziano. 

## Caratteristiche

### Informazioni di identità
Nel passaporto egiziano le informazioni sull'identità del titolare si trovano dietro la copertina del documento e includono le seguenti informazioni in ordine di elencazione:
- Foto
- Tipo (P)
- Codice paese (EGY)
- Numero di passaporto
- Nome completo
- Data di nascita
- Luogo di nascita
- Nazionalità
- Sesso
- Data di rilascio
- Data di scadenza
- Ufficio di rilascio
- Professione